# Skate America de 1995
O Skate America de 1995 foi a décima quarta edição do Skate America, um evento anual de patinação artística no gelo organizado pela United States Figure Skating Association, e que faz parte do Champions Series de 1995–96. A competição foi disputada entre os dias 17 de outubro e 22 de outubro, na cidade de Detroit, Michigan, Estados Unidos.

## Eventos
- Individual masculino
- Individual feminino
- Duplas
- Dança no gelo

## Medalhistas
| Evento                        | Ouro                                     | Prata                                        | Bronze                                      |
| Individual masculino detalhes | Todd Eldredge · Estados Unidos           | Michael Weiss · Estados Unidos               | Alexander Abt · Rússia                      |
| Individual feminino detalhes  | Michelle Kwan · Estados Unidos           | Chen Lu · China                              | Irina Slutskaya · Rússia                    |
| Duplas detalhes               | Marina Eltsova · Andrei Bushkov · Rússia | Jenni Meno · Todd Sand · Estados Unidos      | Elena Berezhnaya · Oleg Shliakhov · Letônia |
| Dança no gelo detalhes        | Pasha Grishuk · Evgeni Platov · Rússia   | Anjelika Krylova · Oleg Ovsiannikov · Rússia | Rene Roca · Gorsha Sur · Estados Unidos     |

## Resultados

### Individual masculino
| Pos.              | Nome                   | Nacionalidade  | Pontos | PC | PL |
| ----------------- | ---------------------- | -------------- | ------ | -- | -- |
| Medalha de ouro   | Todd Eldredge          | Estados Unidos | 1.5    | 1  | 1  |
| Medalha de prata  | Michael Weiss          | Estados Unidos | 4.5    | 5  | 2  |
| Medalha de bronze | Alexander Abt          | Rússia         | 4.5    | 3  | 3  |
| 4                 | Viacheslav Zagorodniuk | Ucrânia        | 6.0    | 4  | 4  |
| 5                 | Andrejs Vlascenko      | Alemanha       | 7.0    | 2  | 6  |
| 6                 | Ilia Kulik             | Rússia         | 8.0    | 6  | 5  |
| 7                 | Stephane Yvars         | Canadá         | 11.0   | 8  | 7  |
| 8                 | Aren Nielsen           | Estados Unidos | 11.5   | 7  | 8  |
| 9                 | Nicholas Pétorin       | França         | 13.5   | 9  | 9  |

### Individual feminino
| Pos.              | Nome              | Nacionalidade  | Pontos | PC | PL |
| ----------------- | ----------------- | -------------- | ------ | -- | -- |
| Medalha de ouro   | Michelle Kwan     | Estados Unidos | 2.5    | 3  | 1  |
| Medalha de prata  | Chen Lu           | China          | 3.0    | 1  | 2  |
| Medalha de bronze | Irina Slutskaya   | Rússia         | 4.0    | 2  | 3  |
| 4                 | Surya Bonaly      | França         | 6.5    | 5  | 4  |
| 5                 | Tonia Kwiatkowski | Estados Unidos | 8.0    | 6  | 5  |
| 6                 | Nicole Bobek      | Estados Unidos | 8.0    | 4  | 6  |
| 7                 | Elena Liashenko   | Ucrânia        | 10.5   | 7  | 7  |
| 8                 | Rena Inoue        | Japão          | 12.0   | 8  | 8  |
| 9                 | Clare Kelly       | Canadá         | 13.5   | 9  | 9  |

### Duplas
| Pos.              | Nome                               | Nacionalidade  | Pontos | PC | PL |
| ----------------- | ---------------------------------- | -------------- | ------ | -- | -- |
| Medalha de ouro   | Marina Eltsova / Andrei Bushkov    | Rússia         | 1.5    | 1  | 1  |
| Medalha de prata  | Jenni Meno / Todd Sand             | Estados Unidos | 3.0    | 2  | 2  |
| Medalha de bronze | Elena Berezhnaya / Oleg Shliakhov  | Letônia        | 4.5    | 3  | 3  |
| 4                 | Kyoko Ina / Jason Dungjen          | Estados Unidos | 6.5    | 5  | 4  |
| 5                 | Oksana Kazakova / Artur Dmitriev   | Rússia         | 7.0    | 4  | 5  |
| 6                 | Kristy Sargeant / Kris Wirtz       | Canadá         | 9.5    | 7  | 6  |
| 7                 | Olena Bilousivska / Serhiy Potalov | Ucrânia        | 10.0   | 6  | 7  |

### Dança no gelo
| Pos.              | Nome                                      | Nacionalidade    | Pontos | DC | DO | DL |
| ----------------- | ----------------------------------------- | ---------------- | ------ | -- | -- | -- |
| Medalha de ouro   | Pasha Grishuk / Evgeni Platov             | Rússia           | 2.0    | 1  | 1  | 1  |
| Medalha de prata  | Anjelika Krylova / Oleg Ovsiannikov       | Rússia           | 4.0    | 2  | 2  | 2  |
| Medalha de bronze | Rene Roca / Gorsha Sur                    | Estados Unidos   | 6.0    | 3  | 3  | 3  |
| 4                 | Elizaveta Stekolnikova / Dmitri Kazarlyga | Cazaquistão      | 8.0    | 4  | 4  | 4  |
| 5                 | Kateřina Mrázová / Martin Šimeček         | República Tcheca | 10.0   | 5  | 5  | 5  |
| 6                 | Barbara Piton / Alexandre Piton           | França           | 12.0   | 6  | 6  | 6  |
| 7                 | Kati Winkler / René Lohse                 | Alemanha         | 15.0   | 8  | 8  | 7  |
| 8                 | Elena Grushina / Ruslan Goncharov         | Ucrânia          | 15.0   | 7  | 7  | 8  |
| 9                 | Janet Emerson / Steve Kavanagh            | Canadá           | 18.0   | 9  | 9  | 9  |
| 10                | Tamara Kuchiki / Neale Smull              | Estados Unidos   | 20.0   | 10 | 10 | 10 |

## Quadro de medalhas
| Ordem | País           | Medalha de ouro | Medalha de prata | Medalha de bronze |    | Ordem por total |
| ----- | -------------- | --------------- | ---------------- | ----------------- | -- | --------------- |
| 1     | Estados Unidos | 2               | 2                | 1                 | 5  | 1               |
| 2     | Rússia         | 2               | 1                | 2                 | 5  | 1               |
| 3     | China          |                 | 1                |                   | 1  | 3               |
| 4     | Letônia        |                 |                  | 1                 | 1  | 3               |
| TOTAL | TOTAL          | 4               | 4                | 4                 | 12 | —               |